# 上田電鐵1000系電聯車
上田電鐵1000系電聯車（日语：／ Ueda Dentetsu 1000-kei densha）是上田電鐵的別所線使用的電聯車。本條目同時記載由1000系的原型車中間車輛改裝而成的上田電鐵6000系電聯車（日语：／ Ueda Dentetsu 6000-kei densha）。
1000系是由東急電鐵在2008年至2009年轉讓的東急1000系電聯車改裝而成的車輛，並於2008年8月1日開始投入使用。6000系則是由東急1000系的中間車改裝而成的車輛，並於2015年3月30日投入運轉。而該型車的暱稱經由票選後定為「Sanada Dream號」。